# 贾韦诺
贾韦诺（義大利語：Giaveno），是意大利都灵省的一个市镇。总面积71平方公里，人口16593人，人口密度233.7人/平方公里（2009年）。ISTAT代码为001115。

## 友好城市
- 法國 圣让德莫里耶讷